# Дриглам Намжа
Дриглам Намжа (тиб. སྒྲིག་ལམ་རྣམ་གཞག་, Вайли sgrig-lam rnam-gzhag, англ. Driglam namzha) — официальные правила поведения и этикета в Бутане, согласно которым все жители страны обязаны носить традиционную одежду и церемониальные шарфы, и изучать национальный язык дзонг-кэ в школе. Они также регулируют количество культурных ценностей, таких как искусство и архитектура. Название правил можно перевести как «Основные правила дисциплинарного поведения».

## История Дриглам Намжа
Правила Дриглам Намжа ввёл в XVII веке основатель Бутана Шабдрунг Нгаванг Намгьял, который стремился объединить страну не только политически, но и культурно. Он установил главные принципы построения крепостей (дзонгов), ввёл традиционные фестивали цечу и религиозные танцы цам. Эти принципы были умышленно зашифрованы, чтобы стимулировать появление национальной идентичности.
В 1989 году правительство повысило статус дресс-кода из рекомендуемого в обязательный. После этого все граждане были обязаны соблюдать его в общественных местах и в рабочее время. Этот указ вызвал возмущение у индуистского населения лхотшампа, проживающего в южных районах страны. Вскоре после этого около 80 тысяч непальцев покинуло страну, и теперь проживают в лагерях беженцев в Непале. По иронии судьбы, чтобы доказать, что они изгнаны из страны правительством Бутана, они вынуждены в лагерях носить кира и гхо, а также изучать в школах дзонг-кэ, который презирали на родине.

## Одежда
Согласно Дриглам Намжа, мужчины обязаны верхнюю одежду (гхо) подпоясывать ремнём из ткани таким образом, чтобы спереди сформировался карман. Женщины должны носить красочные блузы вонджу, а сверху надевать прямоугольное полотно кира, создавая тем самым платье до пят. Поверх кира они могут надевать короткий жакет тего. Повседневные гхо и кира изготавливаются из хлопка или шерсти, в зависимости от сезона, с рисунком в простую полоску или в натуральных цветах. В особых случаях и по праздникам можно надевать кира (реже гхо) из красочного узорчатого шёлка.
При посещении дзонгов или на высоком официальном уровне действуют дополнительные правила, согласно которым мужчины должны надевать шёлковый шарф кабни, а женщины — узкую вышитую ткань, накинутую на левое плечо, рачу (англ. Rachu).

## Архитектура
Дриглам Намжа описывает традиционные правила строительства дзонгов. При этом не существует никаких конкретных планов, чертежей, а во время строительства запрещено использовать гвозди. Крепость возводят под руководством ламы граждане страны, что является частью их налоговых обязательств перед государством.